# Goodenia sepalosa
Goodenia sepalosa är en tvåhjärtbladig växtart som beskrevs av Ferdinand von Mueller och George Bentham. Goodenia sepalosa ingår i släktet Goodenia och familjen Goodeniaceae. Utöver nominatformen finns också underarten G. s. glandulosa.